# Записки охотника
«Запи́ски охо́тника» — цикл очерков Ивана Сергеевича Тургенева, печатавшихся в 1847—1851 годах в журнале «Современник» и выпущенных отдельным изданием в 1852 году. Три рассказа написаны и присоединены автором к сборнику в 1870-е года .
У исследователей нет единого мнения по поводу жанровой принадлежности произведений, включённых в книгу: их называют и очерками, и рассказами.

## История создания и публикации
Лето и часть осени 1846 года Тургенев провёл в Спасском-Лутовинове. Писатель почти не прикасался к перу, зато много охотился; его постоянным спутником был егерь Чернского уезда Афанасий Алифанов. Выехав в середине октября в Петербург, писатель узнал, что в «Современнике» произошли изменения: журнал приобретён Некрасовым и Иваном Панаевым. Новая редакция попросила Тургенева «наполнить отдел смеси в первом номере».
Очерк «Хорь и Калиныч», написанный для первого номера, вышел в январском выпуске «Современника» (1847). Подзаголовок «Из записок охотника», давший название всему циклу, был предложен Панаевым. Поначалу Тургенев не слишком отчётливо видел ракурс будущего произведения: «кристаллизация замысла» шла постепенно:
Наблюдения, вынесенные писателем за время пребывания в деревне, были так обильны, что материала этого ему хватило потом на несколько лет работы, в результате которой сложилась книга, открывшая новую эпоху в русской литературе.
Летом 1847 года Тургенев и Белинский уехали в Зальцбрунн. Там работа над «Записками охотника» была продолжена. Когда Тургенев прочитал друзьям очерк «Бурмистр», Белинский, по воспоминаниям присутствовавшего в помещении Анненкова, отреагировал на один из эпизодов эмоциональной фразой: «Что за мерзавец с тонкими вкусами!» Этот рассказ стал единственным, под которым автор указал место и время написания: «Зальцбрунн, в Силезии, июль, 1847».
В 1852 году «Записки охотника» вышли отдельной книгой. Её выход имел последствия для чиновника цензурного ведомства Владимира Львова, давшего разрешение на выпуск сборника. Львова сняли с должности, а для его коллег было издано специальное распоряжение с указанием: «Так как статьи, которые первоначально не представляли ничего противного цензурным правилам, могут иногда получить в соединении и сближении направление предосудительное, то необходимо, чтобы цензура не иначе позволяла к печатанию подобные полные издания, как при рассмотрении их в целости».
- Хорь и Калиныч (Современник. — 1847. — № 1, отд. «Смесь». — С. 55—64)
- Ермолай и мельничиха (Современник. — 1847. — № 5, отд. I. — С. 130—141)
- Малиновая вода (Современник. — 1848. — № 2, отд. I. — С. 148—157)
- Уездный лекарь (Современник. — 1848. — № 2, отд. I. — С. 157—165)
- Мой сосед Радилов (Современник. — 1847. — № 5, отд. I. — С. 141—148)
- Однодворец Овсянников (Современник. — 1847. — № 5, отд. I. — С. 148—165)
- Льгов (Современник. — 1847. — № 5, отд. Г. — С. 165—176)
- Бежин луг (Современник. — 1851. — № 2, отд. I. — С. 319—338)
- Касьян с Красивой мечи (Современник. — 1851. — № 3, отд. I. — С. 121—140)
- Бурмистр (Современник. — 1847. — № 10, отд. I. — С. 197—209)
- Контора (Современник. — 1847. — № 10, отд. I. — С. 210—226)
- Бирюк (Современник. — 1848. — № 2, отд. I. — С. 166—173)
- Два помещика (Записки охотника. Сочинение Ивана Тургенева. — М., 1852. Ч. I—II. — С. 21—40)
- Лебедянь (Современник. — 1848. — № 2, отд. I. — С. 173—185)
- Татьяна Борисовна и её племянник (Современник. — 1848. — № 2, отд. I. — С. 186—197)
- Смерть (Современник. — 1848. — № 2. отд. I. — С. 197—298)
- Певцы (Современник. — 1850. — № 11, отд. I. — С. 97—114)
- Петр Петрович Каратаев (Современник. — 1847. — № 2, отд. I. — С. 197—212)
- Свидание (Современник. — 1850. — № 11, отд. I. — С. 114—122)
- Гамлет Щигровского уезда (Современник. — 1849. — № 2, отд. I. — С. 275—292)
- Чертопханов и Недопюскин (Современник. — 1849. — № 2, отд. I. — С. 292—309)
- Конец Чертопханова (Bестник Eвропы. — 1872. — № 11. — С. 5—46)
- Живые мощи (Складчина. Литературный сборник… — СПб., 1874. — С. 65—79)
- Стучит! (Сочинения И. С. Тургенева (1844—1874). — М.: изд. братьев Салаевых, 1874. Ч. I. — С. 509—531)
- Лес и степь (Современник. — 1849. — № 2, отд. I. — С. 309—314)

## Содержание

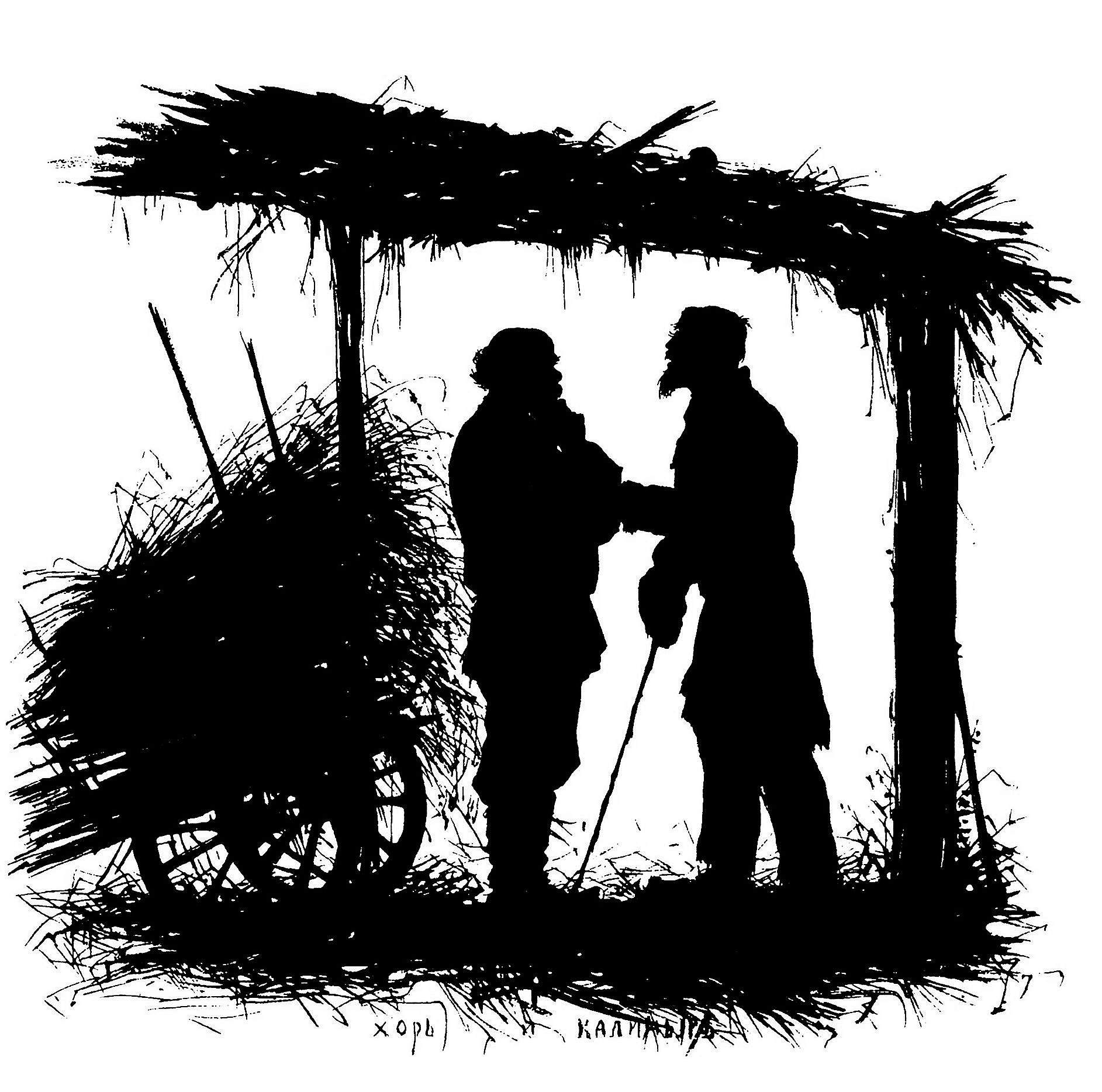
«Хорь и Калиныч». Иллюстрация Елизаветы Бём. 1883

Книгу открывает очерк «Хорь и Калиныч», в котором автор рассказывает о двух мужиках, встретившихся ему в Жиздринском уезде Орловской губернии. Один из них — Хорь — после пожара поселился со своим семейством далеко в лесу, промышлял торговлей, исправно платил барину оброк и слыл «административной головой» и «рационалистом». Идеалист Калиныч, напротив, витал в облаках, побаивался даже собственной жены, перед барином благоговел, нрав имел кроткий; в то же время он мог заговаривать кровь, избавлял от страхов, имел власть над пчёлами. Новые знакомые очень заинтересовали рассказчика; он с удовольствием слушал разговоры столь непохожих друг на друга людей.
Безалаберному охотнику («Ермолай и мельничиха») барин разрешил жить где угодно при условии, что тот будет ежемесячно приносить ему на кухню две пары тетеревов и куропаток. Рассказчику довелось заночевать вместе с Ермолаем в доме мельника. В его жене Арине Тимофеевне можно было угадать дворовую женщину; выяснилось, что она долго жила в Петербурге, служила горничной в богатом доме и была у барыни на хорошем счету. Когда же Арина попросила у хозяев разрешения выйти замуж за лакея Петрушку, барыня приказала остричь девушку и отправить в деревню, лакей был отправлен в солдаты. Местный мельник, выкупив красавицу, взял её в жёны.
Встреча с доктором («Уездный лекарь») позволила автору записать историю безнадёжной любви. Приехав однажды по вызову в дом небогатой помещицы, медик увидел пребывающую в лихорадке девушку. Попытки спасти больную успехом не увенчались; проведя с Александрой Андреевной все её последние дни, доктор и спустя годы не смог забыть того отчаянного бессилия, которое возникает, когда не можешь удержать в руках чужую жизнь.
Помещик Радилов («Мой сосед Радилов») производил впечатление человека, вся душа которого «ушла на время внутрь». В течение трёх лет он был счастлив в браке. Когда жена умерла от родов, сердце его «словно окаменело». Теперь он жил с матушкой и Ольгой — сестрой покойной жены. Взгляд Ольги, когда помещик делился с охотником своими воспоминаниями, показался странным: на лице девушки были написаны и сострадание, и ревность. Через неделю рассказчик узнал, что Радилов вместе с золовкой уехал в неизвестном направлении.
Судьба орловского помещика по фамилии Лёжень («Однодворец Овсяников») сделала крутой вираж во время Отечественной войны. Вместе с наполеоновской армией он вошёл в Россию, но на обратном пути попал в руки смоленских мужиков, которые решили утопить «францюзя» в проруби. Лёженя спас проезжавший мимо помещик: он как раз искал для своих дочерей учителя музыки и французского языка. Передохнув и отогревшись, пленный переехал к другому господину; в его доме он влюбился в молоденькую воспитанницу, женился, поступил на службу и вышел в дворяне.
Ребятишки, отправившиеся ночью стеречь табун («Бежин луг»), до рассвета рассказывали истории про домового, который водится на фабрике; про слободского плотника Гаврилу, ставшего невесёлым после встречи с русалкой; про безумную Акулину, «испорченную водяным». Один из подростков, Павел, отправился за водой, а по возвращении сообщил, что слышал голос Васи — мальчика, утонувшего в речке. Ребята решили, что это плохая примета. Вскоре Павел погиб, упав с лошади.
Мелкопоместному дворянину («Пётр Петрович Каратаев») приглянулась крепостная девушка Матрёна, принадлежавшая богатой помещице Марье Ильиничне. Попытки выкупить симпатичную певунью ни к чему не привели: старая барыня, напротив, отправила «холопку» в степную деревню. Отыскав девушку, Каратаев устроил для неё побег. Несколько месяцев возлюбленные были счастливы. Идиллия закончилась после того, как помещица узнала, где прячется беглянка. Пошли жалобы исправнику, Пётр Петрович начал нервничать. В один из дней Матрёна, поняв, что спокойной жизни больше не будет, отправилась к барыне и «выдала себя».

## Отзывы

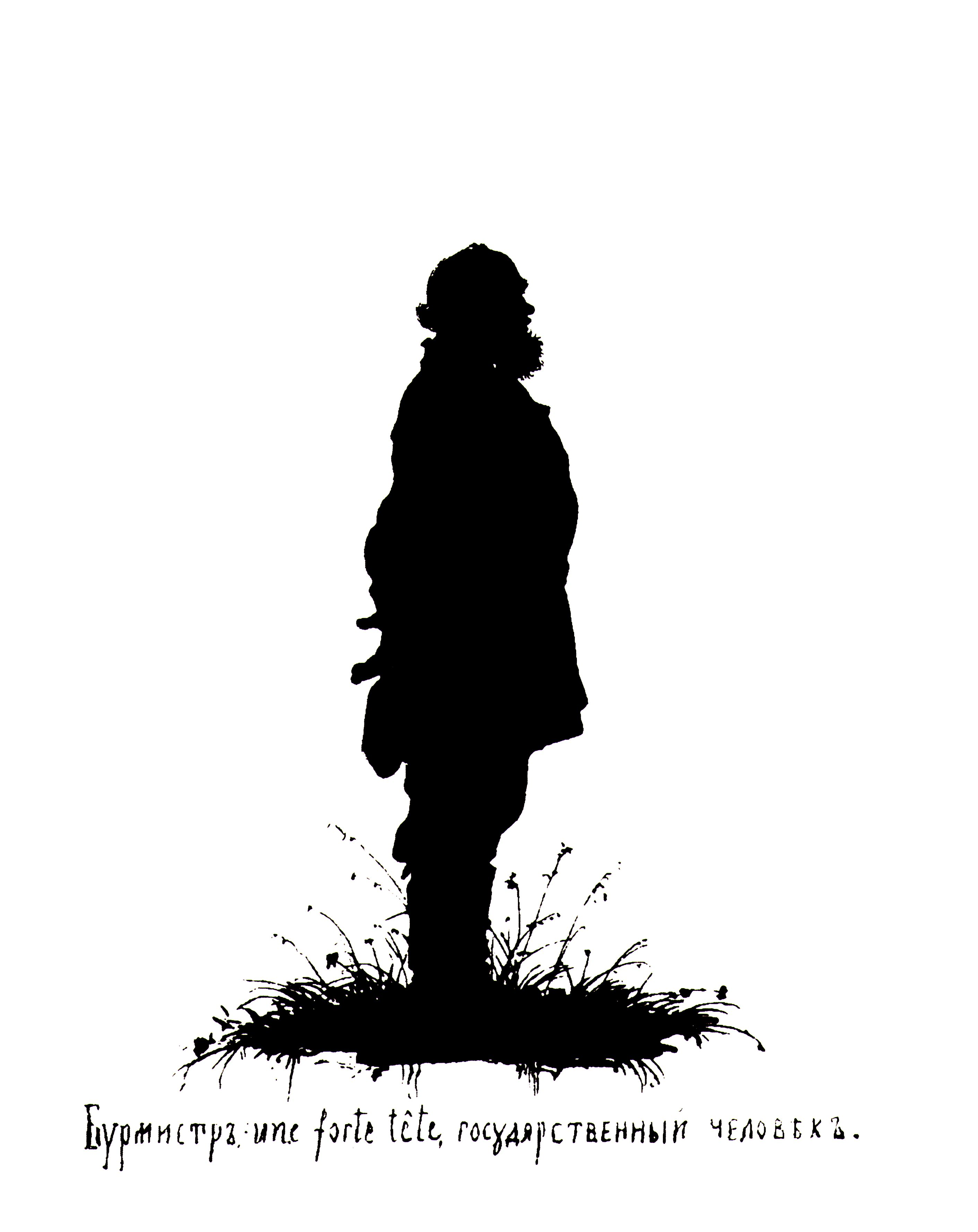
«Бурмистр». Иллюстрация Елизаветы Бём. 1883

По словам Белинского, подготовившего обзорную статью «Взгляд на русскую литературу 1847 года», очерки из цикла «Записки охотника» неравноценны по художественным достоинствам; среди них есть более сильные, есть — менее. В то же время критик признал, что «между ними нет ни одного, который бы чем-нибудь не был интересен, занимателен и поучителен». Лучшим из рассказов Белинский считал «Хоря и Калиныча»; за ним следовали «Бурмистр», «Однодворец Овсяников» и «Контора».
Салтыков-Щедрин отмечал, что «Записки охотника» положили начало «целой литературе, имеющей своим объектом народ и его нужды». Гончаров увидел на страницах книги «истинного трубадура, странствующего с ружьём и лирой по сёлам, по полям».

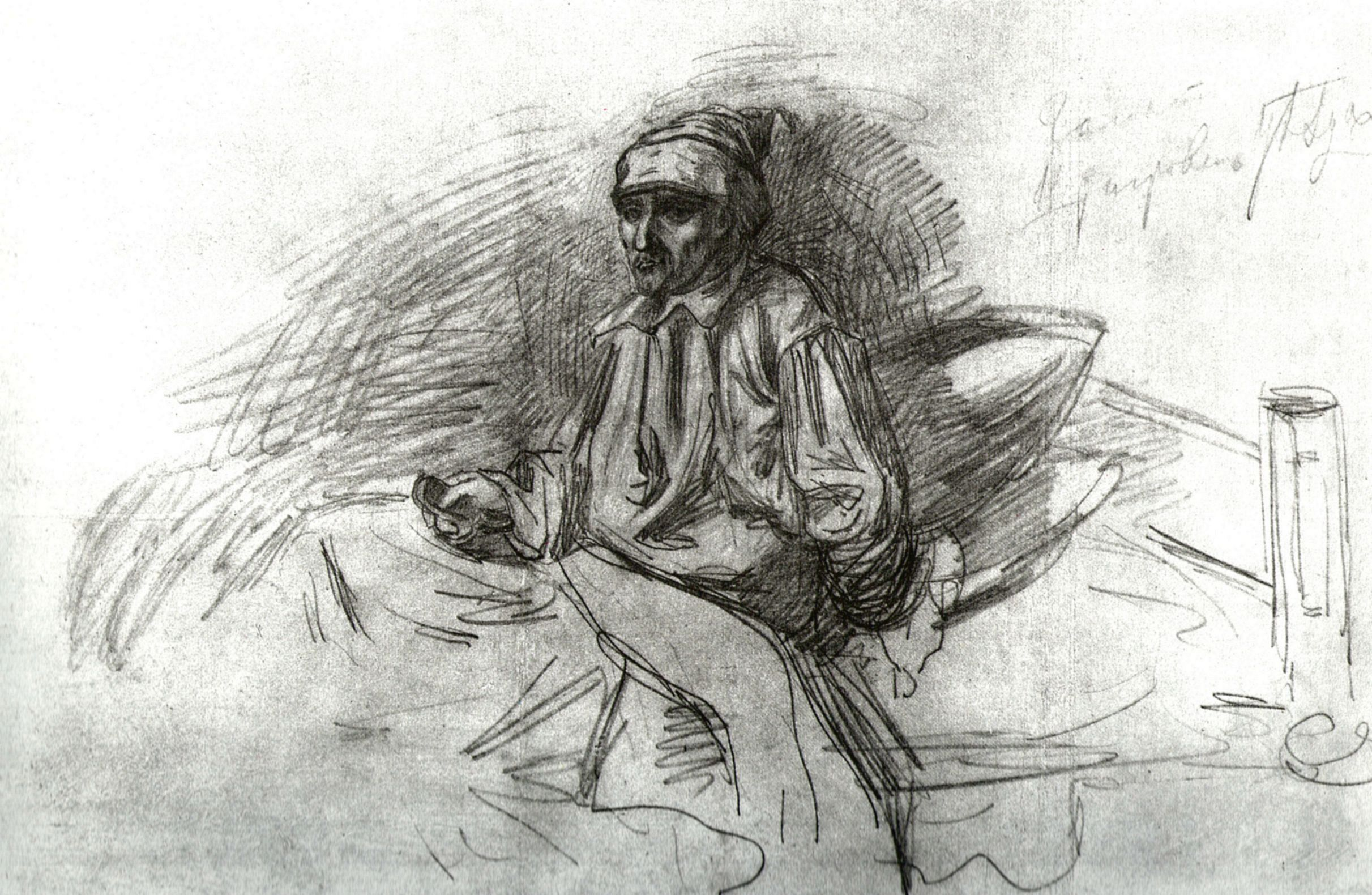
Собственноручный рисунок Тургенева к рассказу «Гамлет Щигровского уезда»

Некрасов в одном из писем указал на сходство «Записок охотника» с толстовским рассказом «Рубка леса», который готовился к печати на страницах «Современника» и был посвящён Тургеневу:
Форма <...> совершенно твоя, даже есть выражения, сравнения, напоминающие «Записки охотника», а один офицер так просто Гамлет Щигровского уезда.
В ряду откликов особняком стояло мнение очеркиста Василия Боткина, который обнаружил в «Хоре и Калиныче» некую «придуманность»: «Это — идиллия, а не характеристика двух русских мужиков».

## Художественные особенности

### Образы героев
По мнению исследователей, крестьяне Хорь и Калиныч являются носителями «наиболее типичных особенностей русского национального характера». Прототипом Хоря был крепостной крестьянин, отличавшийся мощью, проницательностью и «необыкновенным радушием». Он знал грамоту, и когда Тургенев прислал ему рассказ, «старик с гордостью его перечитывал». Об этом крестьянине упоминал и Афанасий Фет; в 1862 году во время тетеревиной охоты он остановился в домике Хоря и заночевал там:
Заинтересованный мастерским очерком поэта, я с большим вниманием всматривался в личность и домашний быт моего хозяина. Хорю теперь за восемьдесят, но его колоссальной фигуре и геркулесовскому сложению лета нипочём.
Если Хорь — «человек положительный, практический», то Калиныч относится к числу романтиков, «людей восторженных и мечтательных». Это проявляется в его бережном отношении к природе и задушевных песнях; когда Калиныч запевал, даже «прагматик» Хорь не мог удержаться и после недолгой паузы подхватывал песню.

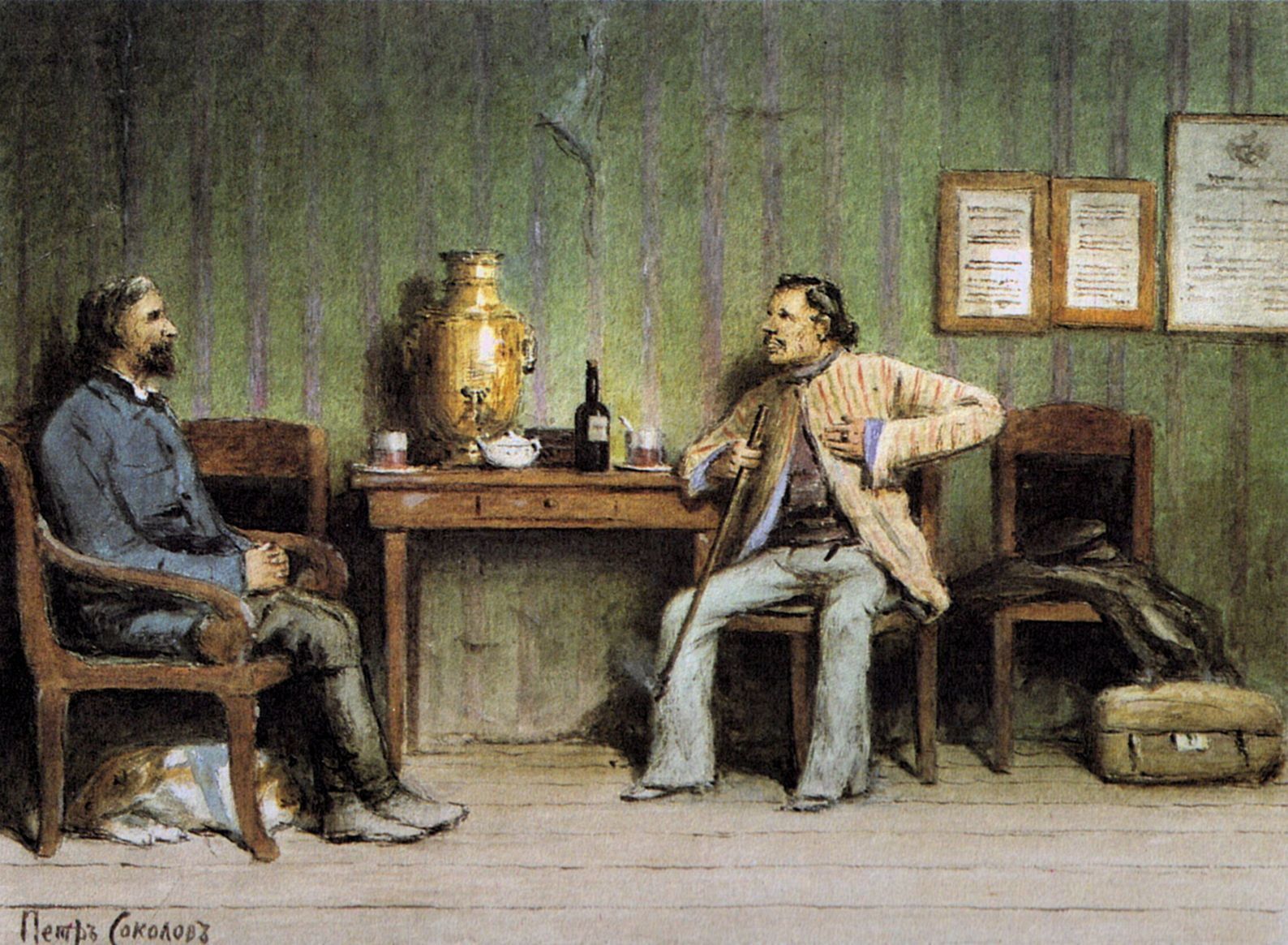
Пётр Петрович Соколов. Иллюстрация 1890-х к рассказу «Пётр Петрович Каратаев».

Арина, героиня рассказа «Ермолай и мельничиха», не пытается вызвать жалость у гостей, засидевшихся вечером в её доме. Однако рассказчик понимает, что и помещица, не разрешившая девушке выйти замуж за Петрушу, и «постылый мельник», выкупивший её, стали для женщины причиной горьких переживаний.
Для Матрёны, крепостной девушки, любовь помещика становится серьёзным испытанием («Пётр Петрович Каратаев»). Любя и жалея Каратаева, она сначала решилась на побег от барыни, а затем к ней же и вернулась. В этом поступке Матрёны, стремящейся избавить Петра Петровича от затеянных её хозяйкой судебных преследований, исследователи видят «подвиг самоотвержения и бескорыстия».

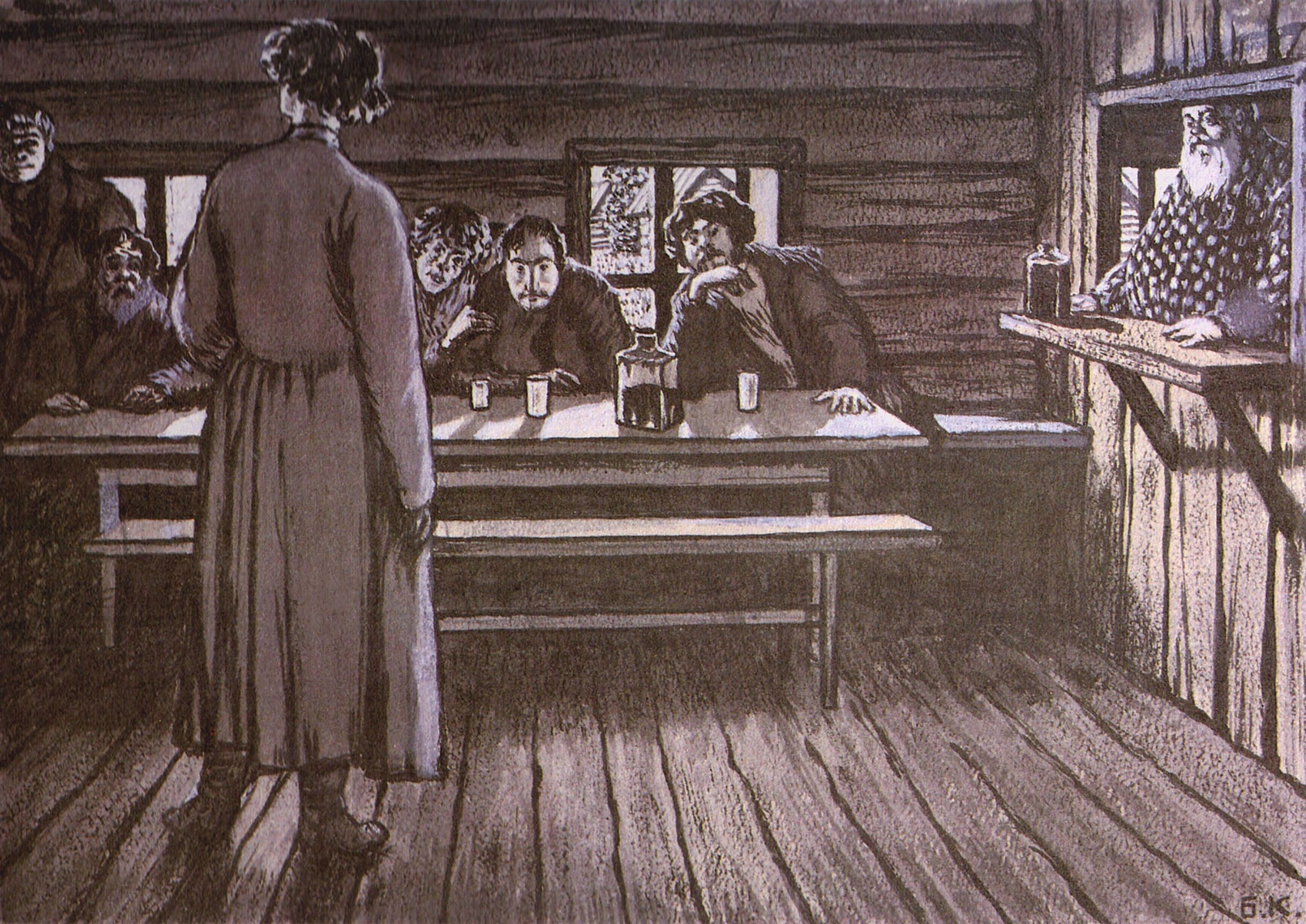
«Яков Турок поёт». Иллюстрация Б. М. Кустодиева к рассказу «Певцы»

В очерке «Бежин луг» зафиксировались народные поэтические вымыслы о домовых, русалках, леших; автор не скрывает удивления от одарённости крестьянских детей, в устных историях которых услышанные от взрослых легенды и сказки гармонично переплетаются с впечатлениями от природы. Столь же сильный душевный отклик вызвал в рассказчике голос Якова («Певцы»): в нём слышны были «и страсть, и молодость, и сила, и какая-то увлекательно-беспечная, грустная скорбь».

### Язык и стиль
Стремление Тургенева включить в «Записки охотника» местные наречия вызвало разноречивую реакцию; так, Белинский в письме Анненкову отмечал, что писатель «пересаливает в употреблении слов орловского языка»; по мнению критика, используемое в рассказе «Контора» слово «зеленя» «столь же бессмысленно», как и «лесеня» и «хлебеня».

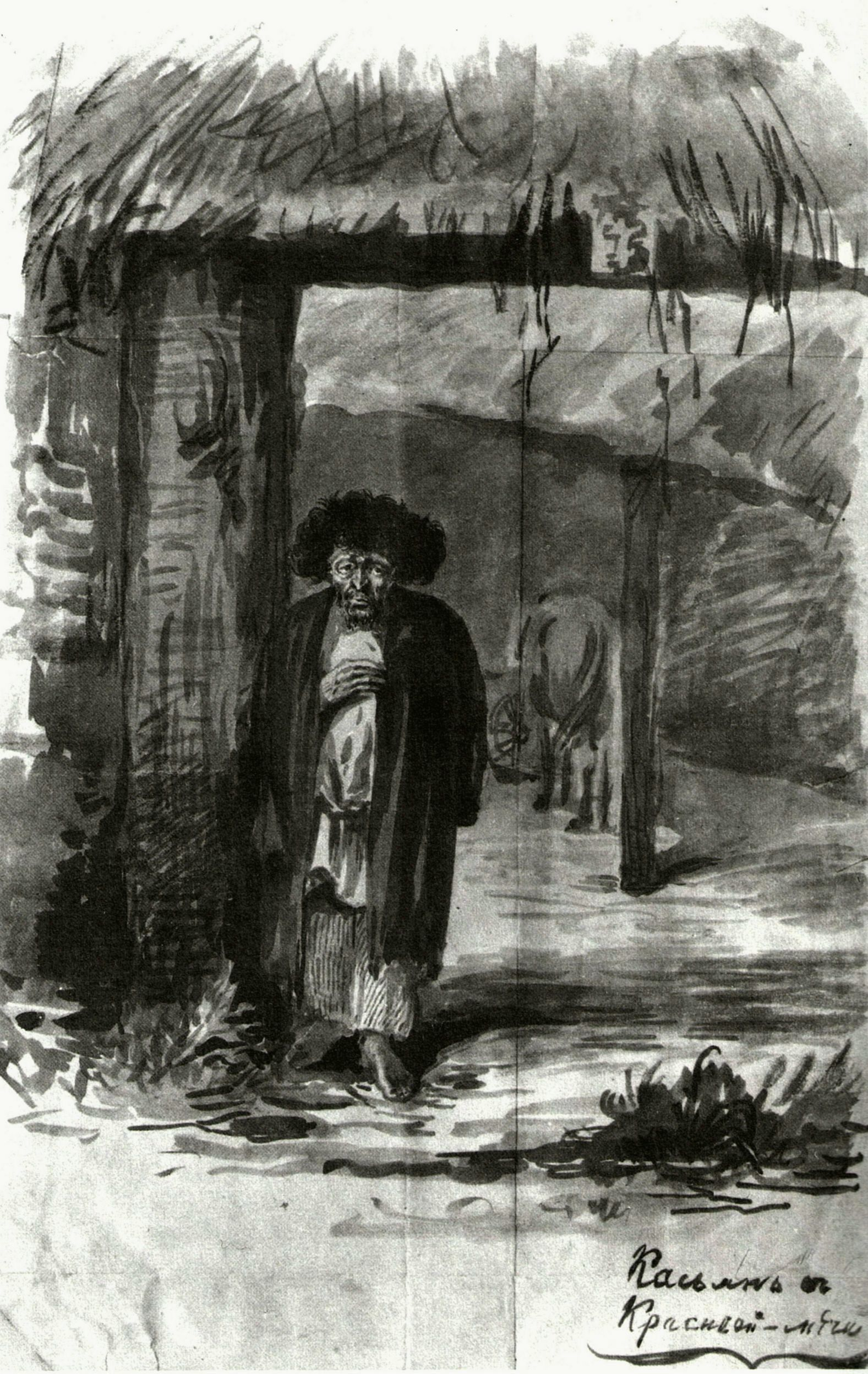
«Kасьян с Красивой Мечи». Ранее 1880

Точно так же протестовал против употребления диалектизмов публицист Иван Аксаков; его претензии касались не только Тургенева, но и других авторов:
Григорович, желая вывести на сцену русского мужика, заставляет его говорить рязанским наречием, вы — орловским, Даль — винегретом из всех наречий. Думая уловить русскую речь, вы улавливаете местное наречие.
Исследователи отмечают, что местный говор необходим был Тургеневу в тех рассказах, где даётся описание крестьян и дворовых («Хорь и Калиныч», «Малиновая вода», «Льгов», «Бирюк», «Бежин луг»). Слова, которые писатель называл «своебытными», отражали орловский колорит и были нужны для демонстрации житейской наблюдательности персонажей. Отсюда — местная лексика: «живалый», «лядащий», «притулился», «лотошил», «гляделки».
Столь же важной Тургенев считал и «народную географию»: в «Записках охотника» есть родник Малиновая вода, овраг Кобылий верх; в рассказах упоминается множество сёл с «социально-бытовыми названиями»: Худобубново, Голоплеки, Колотовка, Бессоново, Колобродово.
Тургеневские сравнения идут от непосредственного наблюдения за животными и птицами, поэтому поведение людей в «Записках охотника» порой напоминает повадки животных: «Ловили Ермолая, как зайца в поле», «Он просидел три дня в уголку, как раненая птица».
Отмечено также тяготение писателя к поэтическим метафорам («Начинал сеяться и шептать по лесу мельчайший дождь») и гиперболам («Бурмистр из мужиков, с бородой во весь тулуп»).

### Образ рассказчика
Рассказчик в «Записках охотника» является не только полноправным участником событий, но и своеобразным проводником, прокладывающим дорогу от персонажей к читателям. Иногда он просто слушает (вариант: подслушивает) беседы своих героев («Контора», «Свидание»); порой задаёт наводящие вопросы «для поддержания разговора» («Хорь и Калиныч», «Касьян с Красивой Мечи»); реже — сам участвует в той или иной истории. (Так, в рассказе «Бирюк» он предлагает леснику деньги за дерево, срубленное незнакомым мужиком.) Этот художественный приём необходим Тургеневу для «активности творческого воображения читателя»:
Вводя образ рассказчика и тем самым связывая между собой отдельные эпизоды, Тургенев усиливает правдоподобие повествования, вызывает у читателя иллюзию предельного соответствия художественного вымысла реальной действительности.
В некоторых очерках замечен приём «живой беседы»: рассказчик обращается к читателю, приглашает его «принять участие в поездке» («Со скрипом отворяется воротище… Трогай! перед нами деревня»). Дорожные впечатления, которыми он делится с читателями, полны деталей: «Вот вы сели», «Вы едете мимо церкви, с горы направо, через плотину». Задушевная интонация присутствует постоянно; ею завершается и заключительный рассказ («Лес и степь»): «Однако — пора кончать. <…> Прощайте, читатель; желаю вам постоянного благополучия».

### Пейзаж

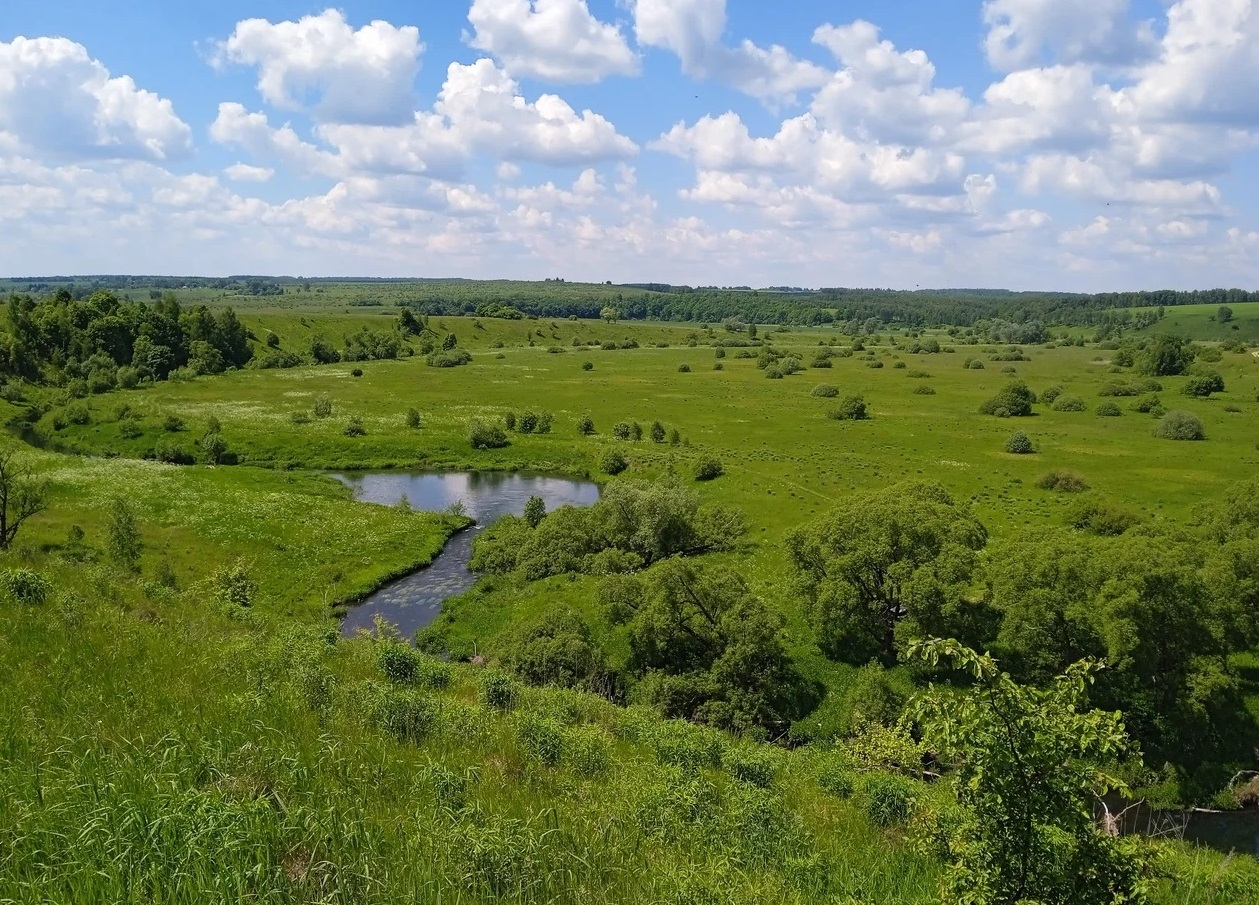
Бежин луг в Чернском районе Тульской области

Литературовед Кирилл Пигарёв, исследуя пейзажное творчество Тургенева, пришёл к выводу, что наиболее точным примером, демонстрирующим внимание писателя к мельчайшим деталям, является эпизод, в котором повествуется о вырубке леса («Касьян с Красивой Мечи»):
От внимания автора не ускользают ни семейства грибов, расположившихся возле старых пней, ни свежие щепки от недавно поваленных деревьев.
Пейзаж, создающий картину ясного летнего дня, включён в рассказ «Бежин луг»; утреннее пробуждение земли — в «Живые мощи». В обоих случаях описание природы предваряет основную тему и создаёт необходимое настроение. По мнению Пигарёва, «трепетная гамма», присущая пейзажным зарисовкам Тургенева, близка работам Коро, которого искусствовед Михаил Алпатов назвал «певцом предрассветной мглы и гаснущих туманов»; в то же время «колористическая палитра» автора «Записок охотника» насыщеннее, чем у французского художника.

В «Записках охотника» мы следуем за Тургеневым в его прогулке и на близком расстоянии проникаемся очарованием каждой неприхотливой, но по-своему пленительной особенности картины. <…> Каждый цвет воспринимается в своей обособленности, как на картинах старых мастеров.— Кирилл Пигарёв

## Экранизации
- 1935 — «Бежин луг», (СССР) режиссёр Сергей Эйзенштейн. Фильм считается утраченным. В 1967 году  Наум Клейман и  Сергей Юткевич восстановили его в качестве фотофильма
- 1971 — «Жизнь и смерть дворянина Чертопханова», (ТВ) («Беларусьфильм») (СССР) режиссёр Виктор Туров (по мотивам рассказов «Чертопханов и Недопюскин», «Конец Чертопханова» и «Певцы»)
- 1973 — «Записки охотника» — Телеспектакль (СССР), режиссёр  Лев Елагин (рассказы «Свидание», «Петр Петрович Каратаев», «Гамлет Щигровского уезда»)
- 1975 — «Бенямишек» / Beniamiszek (ТВ), (Польша), режиссёр Влодзимеж Ольшевский[англ.] по мотивам рассказа «Конец Чертопханова».
- 1975 — «Гамлет Щигровского уезда»  (ТВ) («Беларусьфильм») (СССР), режиссёр Валерий Рубинчик
- 1977 — «Бирюк», (СССР),  режиссёр Роман Балаян.